# Montes Sayanes
Los montes Sayanes (Соёны нуруу, Soyonii nuruu; 𐰚𐰇𐰏𐰢𐰤) son una cordillera en Asia, al sur de Siberia. Estas montañas se ubican en la república de Tuvá, una de las veinticuatro repúblicas que conforman la Federación Rusa. En el pasado fue la frontera entre Mongolia y Rusia.
Los picos de los montes Sayanes y los lagos fríos del suroeste de Tuvá son las nacientes de los ríos tributarios que luego confluyen dando origen a uno de los ríos más grandes de Siberia, el río Yenisei, que fluye hacia el norte por una extensión de 3400 km hasta el océano Ártico. Es una zona protegida y aislada, la cual ha permanecido cerrada por la Unión Soviética desde 1944.

## Geografía

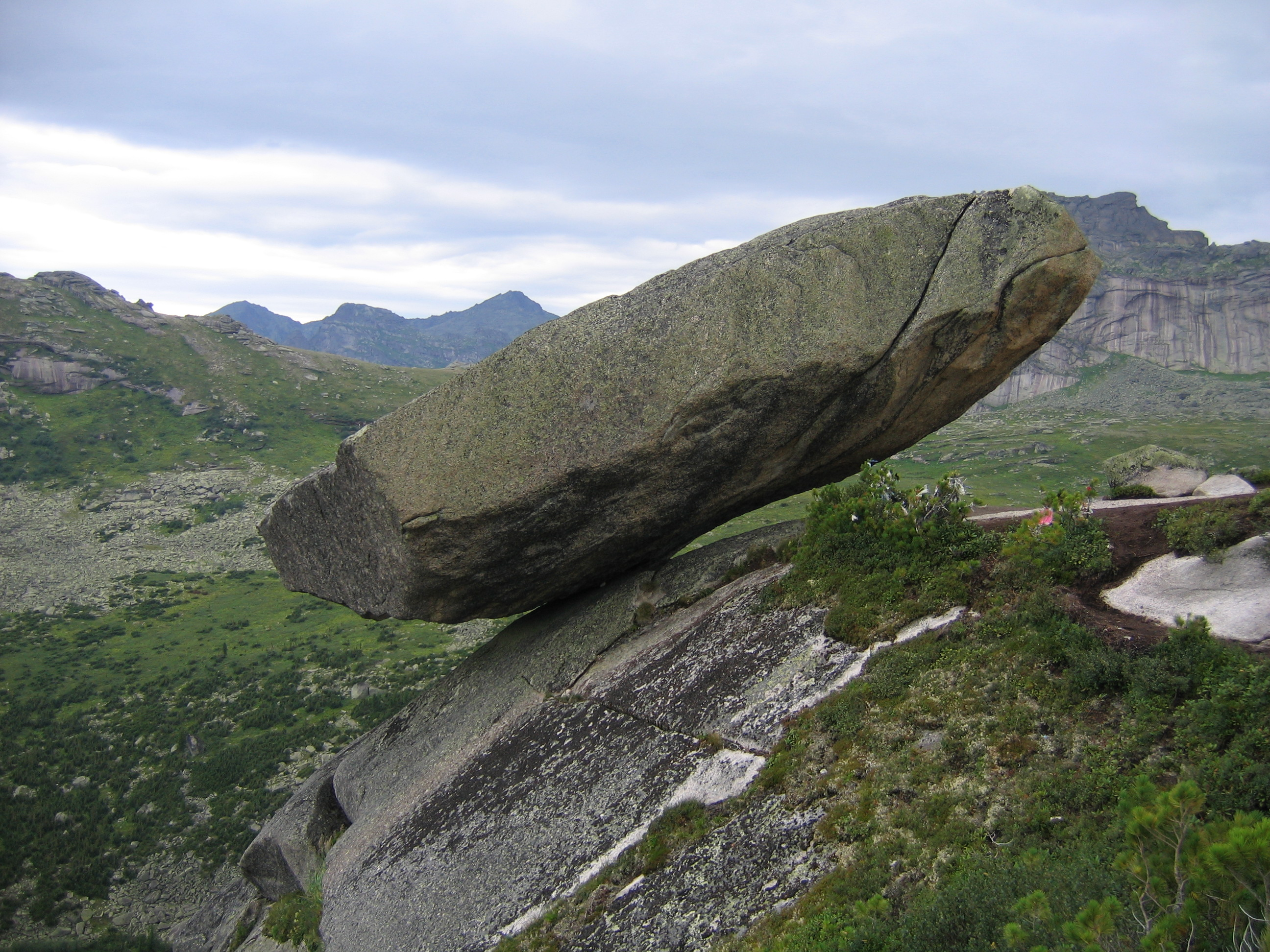
La Piedra Colgante, Sayan Occidental, Parque Natural de Ergaki

### Sayan Occidental
A 92°E el sistema de Sayan occidental está atravesado por el Ulug-Khem (Улуг-Хем) o río Yenisei Superior, y a 106°, en su extremo oriental, termina sobre la depresión del Selenga-Valle de Orkhon. Se extiende casi en ángulo recto con el Sayan occidental durante 650 km (403,9 mi) en dirección aproximadamente noreste/suroeste entre la cordillera Shapshal de los Altai oriental al oeste y la cordillera Abakan del Kuznetsk Alatau al este. Desde la meseta mongola el ascenso es en conjunto suave, pero desde las llanuras de Siberia es mucho más escarpado. La cordillera incluye varias cordilleras subsidiarias de carácter alpino, como la Aradan, Borus, Oy, Kulumys, Mirsky, Kurtushibin, Uyuk, Sheshpir-Taiga, Ergak-Targak-Taiga, Kedran y Nazarovsky. Los picos más importantes son Pico Kyzlasov (2969 m (9740,8 pies)), Pico Aradansky (2456 m (8057,7 pies)), Goletas Bedelig (2492 m (8175,9 pies)), Samzhir (2402 m (7880,6 pies)), Borus (2318 m (7605,0 pies)) y Pico Zvezdny (2265 m (7431,1 pies)).
Entre la brecha del Yenisei y el lago Khövsgöl a 100° 30' E. el sistema lleva también el nombre de Yerghik-Taiga. La flora es en conjunto pobre, aunque las regiones más altas albergan buenos bosques de alerce, pino, enebro, abedul y aliso, con rododendros y especies de Berberis y Ribes'. Los líquenes y los musgos revisten muchos de los peñascos que se esparcen por las laderas superiores.

### Sayan oriental
El Sayan oriental se extiende casi en ángulo recto con el Sayan occidental durante 1000 km (621,4 mi) en dirección noroeste/sureste, desde el Yenisei hasta la cordillera de Angara. Algunas subcordilleras del noroeste forman un sistema de «Montañas Blancas» (Белогорье) o «Belki», como Manskoye Belogorye, Kanskoye Belogorye, Kuturchinskoye Belogorye, así como Agul Belki (Агульские Белки), con nieve permanente en las cumbres. En la parte central, hacia el curso alto de los ríos Kazyr y Kizir, varias crestas, como la cordillera Kryzhin forman un conjunto que culmina en el 2982 m (9783,5 pies) alto Pico Grandiozny, el punto más alto de la región de Krasnoyarsk.
Hacia el sureste se elevan las subcordilleras más altas y remotas, entre ellas la Bolshoy Sayan y la Cordillera Kropotkin, así como montañas del tipo «Goltsy», como la Tunka Goltsy, la Kitoy Goltsy, la Botogolsky Goltsy, entre otras. El punto más alto del Sayán Oriental, así como el punto más alto de todo el sistema Sayán, 3491 m (11 453,4 pies) alto monte Munku-Sardyk, se encuentra en la cordillera del mismo nombre en esta zona. 2939 m (9642,4 pies) de altura El Pik Tofalariya es el punto más alto del óblast de Irkutsk. Las montañas del Sayán oriental presentan característicamente formas de relieve alpino. En general, los ríos que descienden de las cordilleras forman desfiladeros y en la zona abundan las cascadas. 

## Características físicas

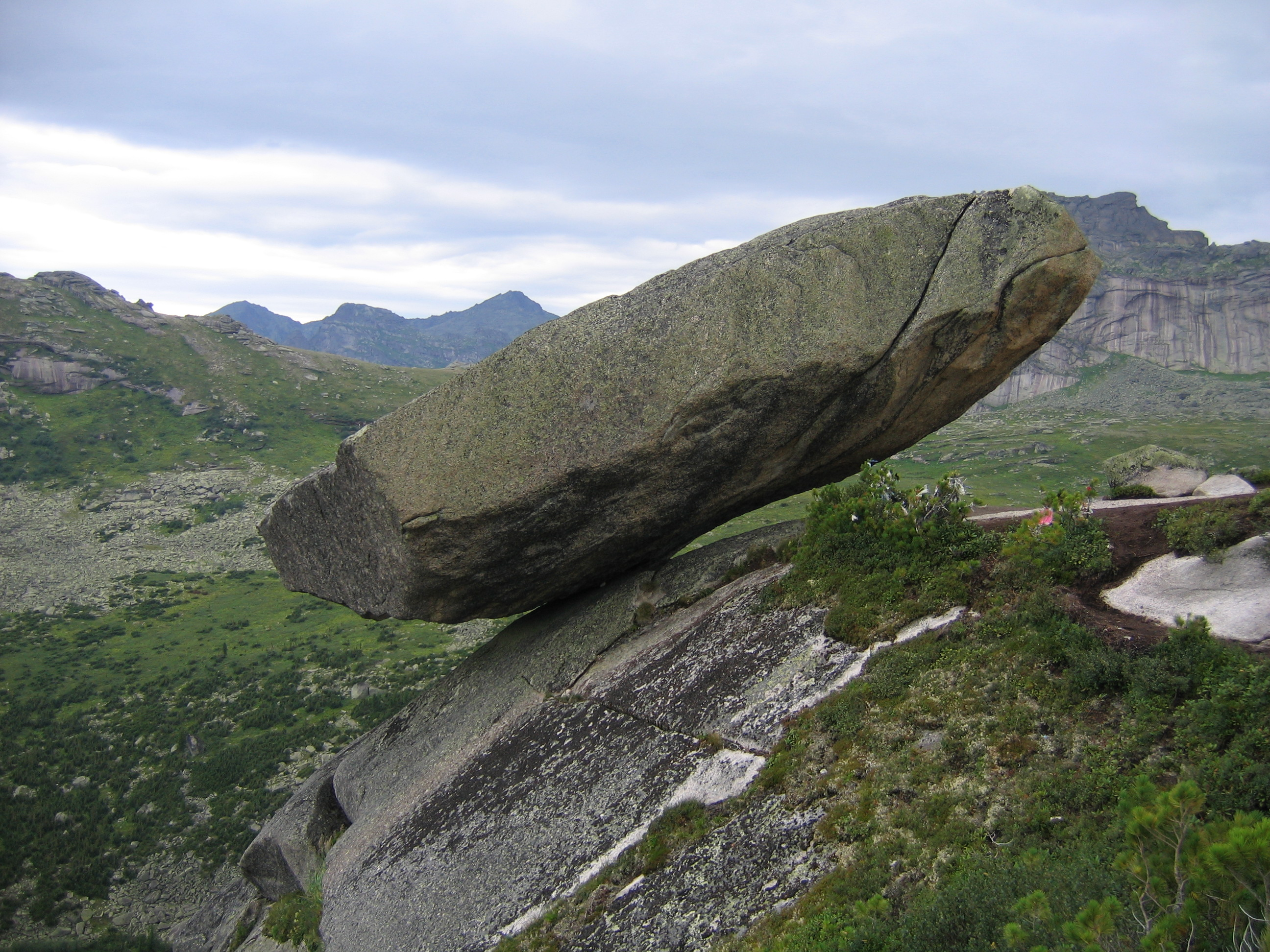
La «Piedra colgante», en los Sayanes occidentales, montañas Yergakí.

Orográficamente son el borde norte de la meseta de Mongolia, en el noroeste de Mongolia, a la cual separan de Siberia. Se conoce poco sobre su geología.
Mientras que la elevación general del área ronda los 2100 m a 2700 m de altura, picos individuales, que consisten mayormente de granitos y pizarras metamórficas, alcanzan los 3000 m y 3490 m (por ejemplo, Munko Sardyk); los principales pasos entre montañas están a altitudes de 1800 m y 2300 m sobre el nivel del mar (por ejemplo, Muztagh, a 2280 m; Mongol, a 1981 m; Tenghyz, a 2280 m y Obo-sarym a 1860 m.
A los 92° E, el sistema está cortado por el río Bel-Kem, o Alto Yeniséi, y a 106°, en su extremo oriental, termina en la depresión del Selenga-Orjón. Desde la meseta de Mongolia, el ascenso a las montañas es fácil, pero desde las planicies de Siberia es más escarpado, a pesar de que desde ese lado la cordillera queda disfrazada por un cinturón de sierras subsidiarias al estilo alpino, entre ellas Usinsk, Oya, Tunka, Kitoi y Byelaya.
Entre la abertura del Yeniséi y el lago Kosso-gol, en los 100°30′ E, el sistema recibe el nombre de Yerghik-taiga.
Los Sayanes pueden dividirse en un sector de cordillera occidental y otro oriental, cada una con una historia geológica diferente, que se reúnen en el centro en un nudo montañoso en el que las elevaciones superan los 3000 m. La cordillera oriental es más alta que la occidental y tiene varios glaciares. El monte Munku-Sardyk, un pico de los Sayanes orientales, alcanza una altura de 3.491 metros.
El sector oriental de los Sayanes se extiende casi en ángulo recto con el Sayan occidental durante 1.000 km (620 millas) en dirección noroeste/sureste, desde el Yenisei hasta la Cordillera de Angara. Algunas subrangos del noroeste forman un sistema de "Montañas Blancas" (Белогорье) o " Belki ", como Manskoye Belogorye , Kanskoye Belogorye, Kuturchinskoye Belogorye, así como Agul Belki (Агульские Белки), con nieve permanente en los picos. En la parte central, hacia los tramos superiores de los ríos Kazyr y Kizir, varias crestas, como la Cordillera Kryzhin, forman un grupo que culmina en los 2.982 m (9.783 pies) de altura.Grandiozny Peak , el punto más alto de Krasnoyarsk Krai.
La flora es generalmente pobre, aunque en las regiones altas posee importantes bosques de alerce, pino, enebro y abedul, con rhododendrons y especies de Barberis y Ribes. Los peñascos distribuidos en la parte alta están cubiertos por líquenes y musgos.

### Ríos
Los ríos de los Montes Sayanes reciben una aportación mixta de nieve y lluvia, y pertenecen a la cuenca del Yenisei, cuyas fuentes son los ríos de montaña río Bolshói Yeniséi (Great Yenisei, Biy-Khem) y Small Yenisei (Kaa-Khem). Biy-Khem se considera la fuente principal del Yenisei. Comienza en el Sayan Oriental, no muy lejos del pico de Topógrafos. El río es muy hermoso y transcurre por lugares casi deshabitados del este de Siberia. La longitud de Biy-Khem es de 600 km. La segunda fuente del Yenisei -Kaa-Khem- tiene una longitud de unos 500 km, se origina en el territorio de Mongolia. Es posible hacer balsismo de junio a septiembre.

## Período de la Edad de Hielo

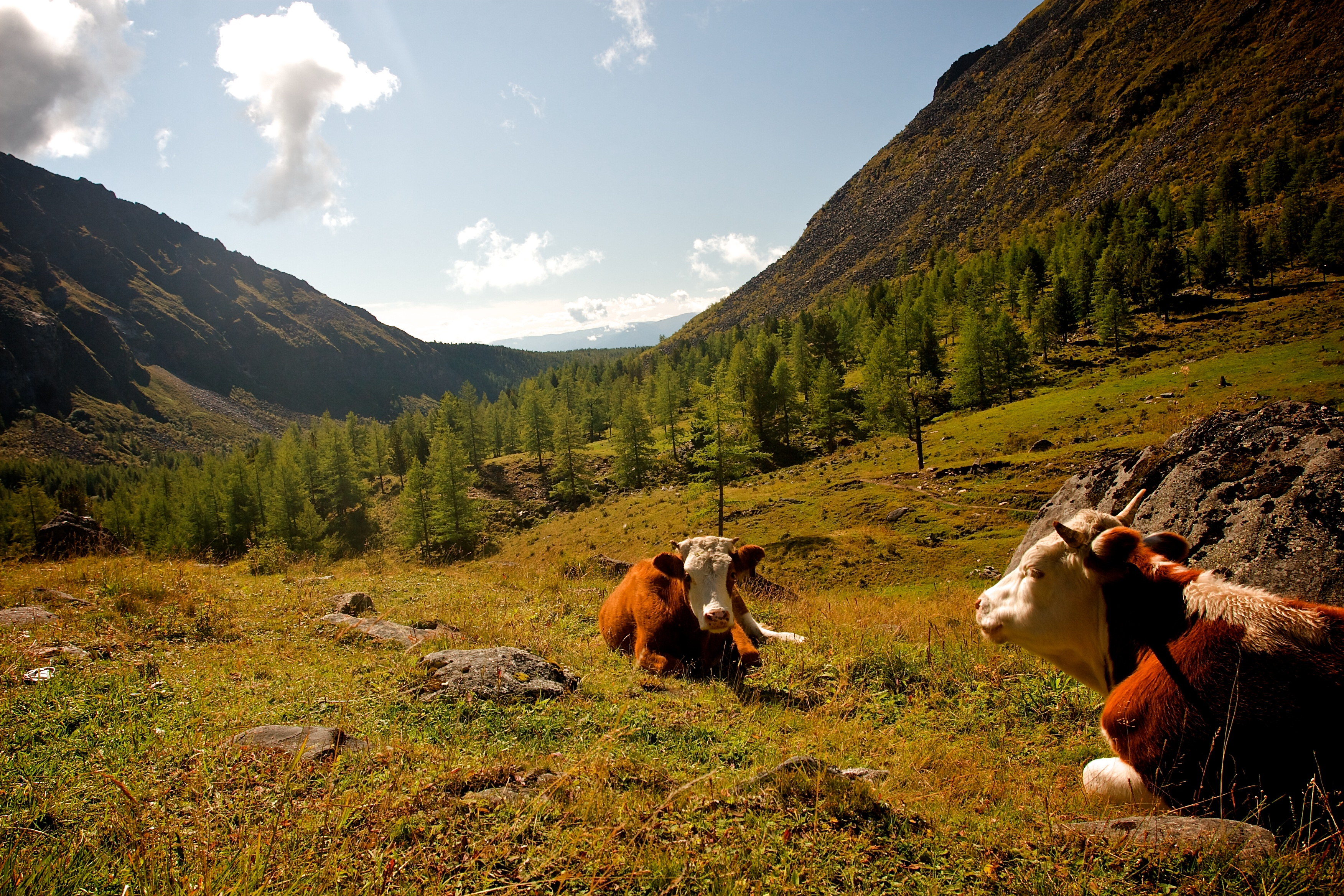
Montes Sayanes en agosto.

En esta zona que actualmente sólo muestra pequeños glaciares, en épocas de glaciaciones los glaciares bajaban desde el macizo Munku Sardyk de 3492 m de altura situado al oeste del lago Baikal y desde los 12 100 km² de extensión de la meseta de granito y gneis completamente glaciada (2300 m snm) de las montañas de Sayanes Orientales, así como de las cumbres de 2600 - 3110 m de altura conectadas al este en el valle de Tunkinskaya Dolina, uniéndose a un glaciar madre de unos 30 km de ancho. Su lengua glaciar, que descendía hacia el este, hacia el lago Baikal, terminaba a 500 m de altitud (51° 48′28.98 "N/103°0'29.86 "E). Las montañas de Khamar Daban estaban cubiertas por una capa de hielo a gran escala que rellenaba el relieve del valle. Desde sus cabeceras de valle, por ejemplo el valle superior de Slujanka (51° 32′ N/103° 37′ E), pero también a través de valles paralelos como el valle de Snirsdaja, los glaciares de salida fluían hacia el norte hasta el lago Baikal. El glaciar de salida del valle de Snirsdaja se ha desprendido, entre otros glaciares de salida, a unos 400 m sobre el nivel del mar en el lago Baikal (51° 27′ N/104° 51′ E). La línea de nieve glacial (ELA) como límite de altitud entre la zona de alimentación del glaciar y la zona de ablación ha discurrido en estas montañas entre 1450 y 1250 m snm. Esto corresponde a una depresión de la línea de nieve de 1500 m frente a la altura actual de la línea de nieve. Bajo la condición de una proporción de precipitación comparable, podría resultar de esto una depresión glacial de la temperatura media anual de 7,5 a 9 °C para la Última Edad de Hielo frente a la actual.

## Flora
Casi en todas partes en los Sayanes, prevalecen bosques oscuros de abetos, cedro siberiano Pinus sibirica) y abetos de taiga, que se elevan en las partes occidental y central a altitudes de 1500-1800 m y más; Los bosques ligeros de alerce y cedro forman el límite superior del bosque a altitudes de 2000-2500 m. Los paisajes alpinos ubicados por encima del límite del bosque se caracterizan por inviernos severos y largos, veranos cortos y frescos y vientos fuertes. Está dominado tanto por un relieve claramente dentado y definido como por espacios nivelados de cuencas hidrográficas cubiertos de tundra de arbustos y musgo y líquenes, alternando con extensos ríos de piedra casi sin vegetación. En áreas más húmedas, arbustos desarrollados y prados subalpinos, en lugares altos pastos.
En los valles de los ríos se dan grosellas rojas y negras, arándanos, arándanos rojos, fresas silvestres y frambuesas.

## Fauna
La fauna es variada y rica comparable a la variedad del mundo vegetal. Hay numerosos senderos de animales.
En la taiga y las montañas se puede ver osos (Ursus arctos), lobos (Canis lupus), linces (Lynx lynx), ciervos (Cervus elaphus), alces, ciervos almizcleros (Moschus moschiferus), ardillas, ardillas listadas (Eutamias sibiricus), liebres, pikas (Ochotona). De las aves, las más numerosas son el cascanueces (Nucifraga caryocatactes), el arrendajo (Garrulus glandarius), y se suele escuchar al pájaro carpintero, piquituerto (Loxia), pitufo (Pinicola), urogallo (Tetrao urogallus), perdiz (Perdix), el grayling siberiano, mientras que en los ríos se encuentran lenok (Brachymystax), muchos taimen (Hucho taimen). Son poco numerosos los representantes típicos de los insectos dípteros chupadores de sangre (mosquitos), y no se encuentran en los valles de los ríos bien ventilados.

## Orígenes del pastoreo de renos

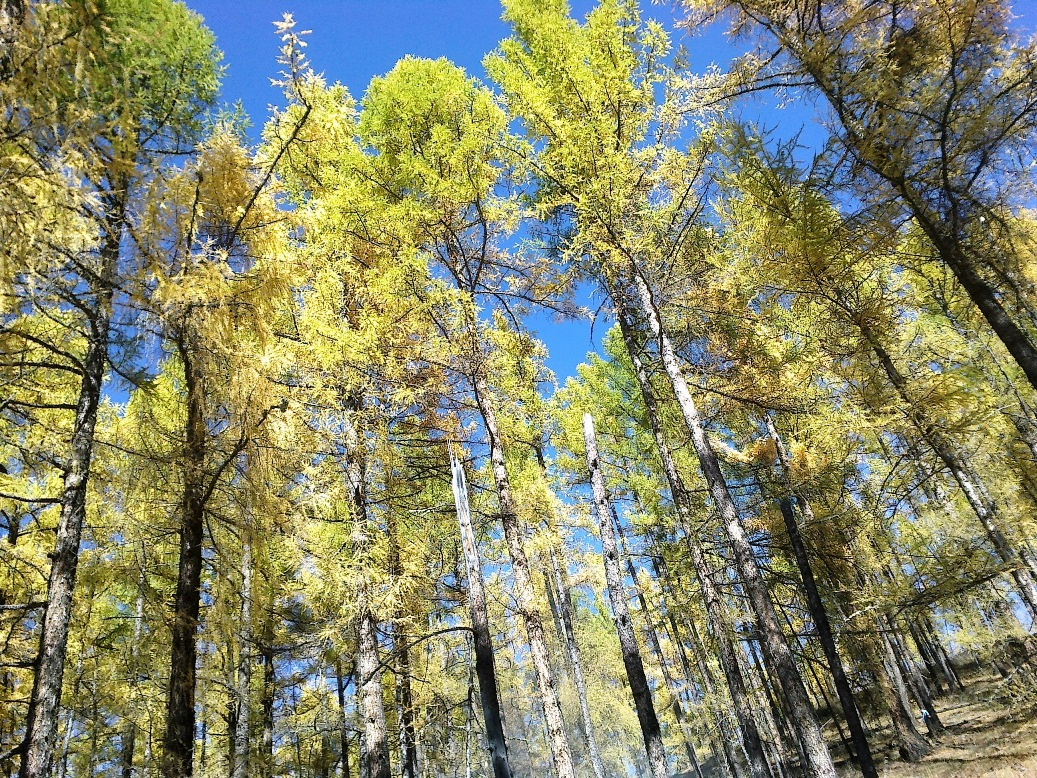
Bosque otoñal en las montañas orientales de Sayan, Buriatia, Rusia

Según Sev'yan I. Vainshtein el pastoreo de renos en los montes Sayanes, tal y como lo practican históricamente los Evenks, es "la forma más antigua de pastoreo de renos y se asocia con la domesticación más temprana de los renos por parte de los población samoyeda de la taiga de los montes Sayan a finales del primer milenio después de Cristo. " (...) La región de Sayan fue aparentemente el origen del complejo económico y cultural de cazadores-ganaderos de renos que vemos ahora entre los diversos grupos Evenki y los pueblos de la zona de Sayan.
Los antepasados de los grupos Evenki modernos habitaban zonas adyacentes a los montes Sayan, y es muy probable que participaran en el proceso de domesticación de los renos junto con la población samoyédica". Los grupos indígenas locales que han conservado su estilo de vida tradicional viven hoy en día casi exclusivamente en la zona de las montañas de Sayan Oriental. Sin embargo, las comunidades locales de pastores de renos se vieron muy afectadas por la rusificación y la sovietización, y muchos evenks perdieron su estilo de vida tradicional y grupos como los pueblos Mator y Kamas fueron asimilados por completo.
Según el lingüista finlandés Juha Janhunen, y otros lingüistas, la patria de las lenguas urálicas se encuentra en el centro-sur de Siberia, en la región de los montes Sayanes. Por su parte el turcólogo Peter Benjamin Golden localiza el proto-túrquico Urheimat en la zona sur de la taiga-estepa de la región de Sayanes-Altay. Alternativamente, la patria protourálica se sitúa más al oeste (por ejemplo, en la región del Volga-Kama) mientras que la patria proto-túrqica se sitúa más al este (por ejemplo, "en la franja sur del cinturón verde de Eurasia del Norte en el noreste de Asia... cerca de Mongolia oriental" )

## Senderismo
El paisaje de la taiga, la abundancia de arroyos de montaña, cascadas, lagos y vida silvestre casi intacta, la relativa simplicidad de las rutas turísticas: estas razones atraen la atención de los entusiastas del aire libre hacia esta zona. Hay dos reservas de vida silvestre únicas en los montes Sayanes: Sayano-Shushensky en el oeste y Stolby en el este de los montes Sayanes.
En los montes Sayanes, la Federación de Montañismo de Rusia ha aprobado más de 180 rutas de escalada con dificultad de 1B a 5B (hasta 6A en invierno).

## Poblaciones más cercanas
La ciudad con aeropuerto más cercana es Irkutsk. La ciudad más grande que pertenece a los Sayanes es Krasnoyarsk, en el extremo noroeste del este de los montes Sayanes.

## Observatorio solar
El Observatorio Solar de Sayan se encuentra en estas montañas (51°37′18″N 100°55′07″E) a 2.000 metros de altitud.